# الصحافة العالمية
الصحافة العالمية هي أسلوب إخباري يشمل نظرة عالمية وتقارير عن القضايا التي تتجاوز الحدود الوطنية مثل تغير المناخ، تركز الصحافة العالمية على الأخبار العابرة للحدود الوطنية مع الأخذ في الاعتبار القضايا التي تؤثر على العلاقات بين الدول والمناطق المتعددة. لا ينبغي الخلط بين الصحافة العالمية والتقارير الأجنبية التي تقدم تقارير عن القضايا الأجنبية في سياق محلي وتستخدم نظرة محلية لا تنطوي على إيجاد قواسم مشتركة بين مناطق عالمية متعددة. في المقابل تسعى الصحافة العالمية إلى استكشاف وتوصيل كيفية ارتباط الأحداث الاقتصادية والسياسية والاجتماعية والبيئية التي تحدث في أجزاء متعددة من العالم وأن القواسم المشتركة موجودة خارج الحدود الوطنية.
تم إنتاج الصحافة العالمية من العالم المترابط بشكل متزايد الذي تشكل نتيجة للعولمة، كشفت العولمة عن وجود علاقات معقدة بين الحقائق الاجتماعية المختلفة في جميع أنحاء العالم، بالتالي فإن الصحافة العالمية هي أسلوب إخباري يحقق في هذه العلاقات ويضعها في سياقها في الحياة اليومية، يجب أن تزرع ثقافة إخبارية عبر وطنية تدمج الأحداث التي تبدو مستقلة وتربطها بجميع الشعوب والأماكن على أساس يومي لأن العولمة هي عملية يومية.

## التعريفات
يشعر علماء مثل ستيفن وارد أن الممارسات الإعلامية التقليدية مصممة عادة للتعامل مع الأخبار على المستوى الوطني بدلًا من المستوى العالمي مما يؤثر سلبًا على قدرة المنفذ على الإبلاغ عن الأخبار على المستوى العالمي، تركز الصحافة العالمية على الأخلاقيات ذات التفكير العالمي لخدمة العالم المتغير الذي تسكنه الصحافة، يعتقد بيتر بيرغلز أن تركيز الصحافة العالمية هي العلاقات متزايدة التعقيد الناجمة عن العولمة وأنه على الرغم من وجود الصحافة العالمية في الأخبار إلا أنه لم يتم تعريفها وتأسيسها بعد كأسلوب وغالبًا ما يتم الخلط بينها وبين الصحافة الأجنبية، كما أنه يتصور الصحافة العالمية في ثلاث علاقات مختلفة وهم الفضاء العالمي والقوى العالمية والهويات العالمية  التي يعتقد أنها عامل مشترك في تمثيل الصحافة العالمية، بالتالي يمكن أن تكون مفيدة للدراسات التجريبية للصحافة العالمية كأسلوب إخباري، يشير الفضاء العالمي إلى اعتبار العالم مكانًا واحدًا وموحدًا حيث يمكن أن يحدث حدث ما في أجزاء متعددة من العالم في نفس الوقت، تشير القوة العالمية إلى كيفية تمثيل الصحافة العالمية القوة من حيث أنها تخلق قوة عابرة للحدود الوطنية وعالمية، مما يؤدي ببطء إلى إضعاف القوى الوطنية المحصورة داخل الدول القومية، وأخيرًا تشير الهوية العالمية إلى تمثيل الهوية عبر الوطنية التي تتجاوز الأقاليم الوطنية، لكي نكون أكثر تحديدًا حول كيفية حدوث الهوية العالمية في وسائل الإعلام الإخبارية يحدد بيغلز ثلاث طرق يمكن أن يحدث بها ذلك، أولًا؛ سيشمل صراعات الهويات العالمية في الأخبار وثانيًا من خلال وضع الجمهور في سياق عالمي كأشخاص عالميين موحدين  وأخيرًا من خلال استهداف هويات مماثلة في جميع أنحاء العالم.
تحدد سارة فان لوفين وبيتر بيرغليز ظواهر الصحافة العالمية التي تحدث خارج مجال وسائل الإعلام الإخبارية الأجنبية التقليدية، يلاحظون أنه يمكن تعريف الصحافة العالمية بطرق متعددة ومع ذلك فإنه يتعلق في هذا السياق بمجالات الاتصالات والدراسات الإعلامية الأوسع نطاقًا، ثم ينتقلون إلى تعريفها بأنها ممارسة تقيم كيفية ترابط الأحداث والقصص وما إلى ذلك في أجزاء مختلفة من العالم، وهو ما حدث بسبب العولمة والرقمنة.
يعرف يوهان ليندل ومايكل كارلسون الصحافة العالمية بأنها صحافة ترى العلاقات المتبادلة بين أجزاء مختلفة من العالم، وبالتالي توفر "نظرة عالمية" بالإضافة إلى أنها تحدد ثلاثة مبادئ للصحافة العالمية أو بشكل أكثر تحديدًا الدور الذي سيلعبه الصحفيون في الصحافة العالمية، بادئ ذي بدء يجب أن يصبح الصحفيون وكلاء عالميين للمجال العام العالمي بدلًا من دولة قومية أو دول محلية. ثانيًا؛ يجب على الصحفيين إعطاء الأولوية للمجال العام العالمي كما هو الحال في جمهورهم هم مواطنو العالم، أخيرًا يجب على الصحفيين تعزيز نظرة عالمية معارضة للنظرة المحلية أو الوطنية.
يعرف كوتل الصحافة العالمية بأنها صحافة تقوم على أساس الترابط العالمي وعدم وجود حدود والتنقل.

## التوقعات العالمية
تضع النظرة العالمية الأحداث العالمية في سياق واقع اجتماعي عالمي بدلًا من النظرة المحلية أو الأجنبية التي تضع الأحداث في سياق فرادى البلدان أو المناطق وتشرح كيفية تأثير هذه الأحداث على تلك المنطقة المعينة، هذا يعني أن الصحافة العالمية تخاطب جماهير الأخبار كأعضاء في مجموعة سكانية عالمية واحدة بدلًا من السكان المجزأين المتصلين بالدول القومية، إنه يحقق نظرة عالمية وأسلوب عابر للحدود الوطنية من خلال تأطير القصص دائمًا ضمن سياق عالمي عند اختيار طريقة التفسير والزوايا المختارة والمصادر، تنظر النظرة العالمية في وجهات نظر متعددة من دول مختلفة دون تفضيل وجهة نظر أي دولة على حدة.

## تاريخ الصحافة العالمية
أولاً؛ لشرح تاريخ الصحافة العالمية يجب إثبات أن الصحافة العالمية هي ممارسة ناشئة بين المجال الصحفي ولها نطاق كبير والعديد من الآثار على المجال العام العالمي، بالنظر إلى ذلك لا يزال مفهومًا جديدًا إلى حد ما يتطلب تصورًا تشتد الحاجة إليه، بعبارة أخرى تحدث الصحافة العالمية بمعدل غير مسبوق ومع ذلك لا تفتقر الأوساط الأكاديمية والعلماء إلى الأدلة التجريبية فحسب؛ بل تفتقر أيضا إلى التصور الصحيح للمصطلح.
يمكن رؤية بعض الحالات المبكرة للصحافة العالمية في القرن التاسع عشر عندما ظهر إنشاء وكالات دولية جديدة، مع ذلك يمكن رؤية الحالات الرئيسية منذ الثمانينيات،،عندما حولت التغيرات التكنولوجية نشر الأخبار والاتصالات السياسية، أدى التغير التكنولوجي إلى زيادة قدرة الأقمار الصناعية التي سمحت بنشر الأخبار والمعلومات عبر الحدود الوطنية على وجه التحديد، بالتالي إرساء بذور الصحافة العالمية وخلق الانتقال من شبكات "النسبية" إلى شبكات "الاتصال" مفاهيم المجال العام العالمي.

## مزيد من القراءة
- ميريل ، جون كالهون (1983). الصحافة العالمية: مسح لوسائل الإعلام العالمية. لونجمان.
- هربرت ، جون (2013-02-11). ممارسة الصحافة العالمية: استكشاف قضايا إعداد التقارير في جميع أنحاء العالم. تايلور وفرانسيس.
- لوفلهولز ، مارتن ؛ ويفر ، ديفيد (11 فبراير 2008). بحوث الصحافة العالمية: نظريات ، طرق ، نتائج ، مستقبل. وايلي.
- كاليانغو ، يوسف جونيور ؛ مولد ، د. (2014/10/21). ممارسة الصحافة العالمية وأداء وسائل الإعلام الجديدة. سبرينغر.
- واسرمان ، هيرمان (2011-04-01). "دراسات الصحافة العالمية: ما وراء الإستعراضات". التواصل. 37 (1): 100-117. دوى: 10.1080 / 02500167.2011.553823.